# Lachter
Das (auch der oder die) Lachter (auch: Berglachter, Abkürzung: Ltr., Lr., Symbol: °) war ein im Bergbau übliches Längenmaß, mit dem meist Teufen, der Stollenvortrieb und die Größe von Grubenfeldern, auch Gedinge bestimmt wurden. In den meisten deutschsprachigen Bergrevieren war es das wichtigste Längenmaß.

## Definition und Unterteilung
Ein Lachter entsprach etwa dem Maß, welches ein Mann mit ausgestreckten Armen umfassen konnte. Damit war es etwas größer als das Klafter (ca. 1,8 m).
Das Lachter wurde – mit regionalen Unterschieden – in die Einheiten Achtel (auch Spann, Gräpel oder Gröbel genannt), (Lachter-)Zoll, Primen (auch Prinen genannt) und Sekunden eingeteilt.
- 1 Lachter = 8 Spann = 80 (Lachter-)Zoll = 800 (Lachter-)Primen = 8000 (Lachter-)Sekunden[2]

Im 19. Jahrhundert setzte sich die Einteilung nach dem Dezimalsystem durch:
- 1 Lachter = 10 Lachterfuß = 100 Lachterzoll = 1000 Lachterlinien

## Messinstrumente
Je nach Anwendungszweck standen mehrere Messinstrumente zur Verfügung.

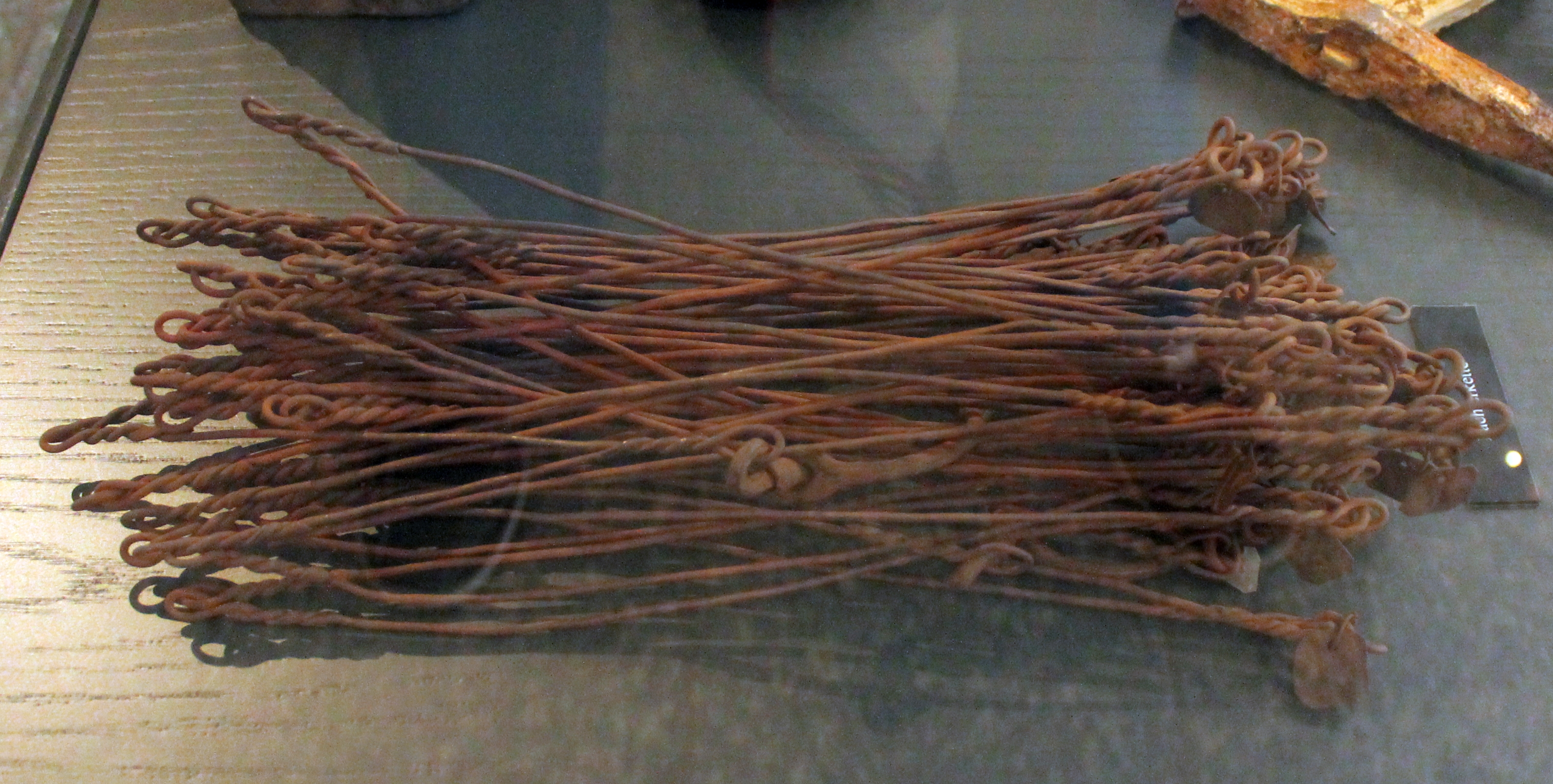
Aus Eisen gefertigte Lachterkette

- Die Lachterschnur hatte eine Länge von 10 oder 12 Lachtern. Knoten markierten den Lachterabstand. Gefertigt war sie ursprünglich aus Hanfseil. Georgius Agricola bemängelte dies, da es bei Feuchtigkeit zu einer Längung des Seils kam. Deshalb ölte man das Seil oder ging später zur Fertigung aus Lindenbast über. Da Ungenauigkeiten bei Zug weiterhin nicht ausblieben, diente die Schnur schließlich nur noch zum Spannen einer geraden Strecke, an der entlang mit einem Lachterstab gemessen wurde.
- Die Lachterkette war eine aus Messing- oder Eisendraht gefertigte Kette mit einer Länge von 5 oder 6 Lachtern. Im Abstand von einem Achtel waren kleinere und im Abstand von einem halben und ganzen Lachter größere Ringe angebracht.
- Der Lachterstab, auch Lachterlatte genannt, hatte genau die Länge eines Lachters bei einem Durchmesser von etwa 2 Zoll. Gefertigt war er aus gut trockenem Holz (z. B. Tanne). An seinen Kopfenden waren Metallplatten angebracht und auf dem Stab Feinunterteilungen in Achtel, Zoll und Primen sowie Kerben zum Auflegen auf die gespannte Lachterschnur. Der Lachterstab wurde meist von den Markscheidern und Bergmeistern verwendet. Lachterstäbe waren als Normal zur Eichung bei den Bergämtern hinterlegt.
- Das Lachtermaß hatte die Länge eines halben Lachters in Stockform und wurde vor allem von Steigern und Berggeschworenen verwendet.
- Schließlich gab es noch die Lachterschmiege,[3] eine Art Zollstock von der Länge eines viertel Lachters, der zur Grundausstattung eines Bergmanns gehören sollte.[4]

## Geschichte
Das Maß findet sich bereits im 1077/1081 verfassten Annolied, wo der Turm zu Babel als „vieri dusent lafterin hohc“ beschrieben wird. Später verfachlichte sich der Begriff zu einem rein bergmännischen Längenmaß. Schon im 13. Jahrhundert wird im Iglauer Bergrecht hierauf basierend die Erbstollengerechtigkeit definiert, wie auch nachfolgende Bergordnungen das Maß zur Festlegung der Grubenfelder verwendeten. Ab 1500 wird die Länge des Lachters genauer definiert, wie in der Annaberger Bergordnung. Die Definitionen schwanken nicht nur von Bergrevier zu Bergrevier deutlich, sondern auch die Quellen geben unterschiedliche Maße an. Beispielsweise veröffentlicht der Sachse Georgius Agricola noch 1556 ein Maß von 6 Werkschuh (Fuß), obwohl die sächsischen Bergordnungen schon Jahrzehnte vorher 3½ Ellen (entspricht 7 Fuß) anordneten.
Im 17. Jahrhundert gibt es erste vergleichende Beschreibungen. Landesübergreifende Bemühungen zu einer Vereinheitlichung sind im 18. Jahrhundert nachweisbar, so 1734 in Sachsen, 1756 in Österreich-Ungarn und 1780 in Preußen. Diese bezogen sich allerdings auf die Basiseinheiten Elle oder Fuß und scheiterten vorerst. 1780 definierte Preußen ein einheitliches Lachter.
Einen großen Einfluss auf die folgende Vereinheitlichung hatte die Definition des Meters in Frankreich ab 1793 als natürliches Maß. Der Prozess wurde noch verstärkt durch den militärischen Erfolg von Napoleon Bonaparte und die hierbei entstandenen Allianzen. Bei der Durchsetzung handelte es sich allerdings um einen langwierigen und uneinheitlichen Prozess. Viele Staaten übernahmen zumindest das Dezimalsystem, statt des schlecht zu rechnenden Duodezimalsystems. Eine „Metrisierung“ des Lachters gab es in der Rheinpfalz und in Sachsen, sowie in Baden, hier allerdings als 3 m lange Rute.
Im Norddeutschen Bund wurde seit 1868 ein einheitliches, metrisches System vorbereitet und zum 1. Januar 1872 mit der Gründung des Deutschen Reichs eingeführt. Das Lachter wurde nachfolgend noch verwendet, zumal die alten Einheiten erst 1893 endgültig außer Kraft gesetzt wurden. In bergbauhistorischen Beschreibungen wird das Lachter weiterhin verwendet, zumal der räumliche und zeitliche Bezug oft Unsicherheiten an der korrekten Umrechnung lässt.

## Regionale Unterschiede

Staaten des Deutschen Bundes zwischen 1815 und 1866

Wie andere Maße auch, so war das Lachter in verschiedenen Regionen unterschiedlich groß, konnte aber auch innerhalb derselben Region Veränderungen erfahren. Darüber hinaus konnte es Unterschiede zwischen verschiedenen Bergrevieren innerhalb eines Territoriums geben. Die Angabe und Verwendung von Umrechnungswerten ist daher nur dann sinnvoll, wenn sicher bekannt ist, wo und für welchen Zeitrahmen die Werte galten.

### Anhalt

Anhalt in den Jahren 1747 bis 1793

In Anhalt, das aus mehreren kleinen Fürstentümer bestand, herrschte nennenswerter Bergbau nur im Unterharz in den Revieren von Harzgerode, Gernrode und Tilkerode. Anfangs übten noch alle Fürsten das Bergregal gemeinsam aus, verzichteten jedoch im Zeitraum 1726/1742 zugunsten von Anhalt-Bernburg. Bergamtssitz war bereits seit Ende des 16. Jahrhunderts Harzgerode. Das Harzgeroder Lachter maß 7 alte anhaltinische Fuß, was 2,041 m entspricht. Am 19. Januar 1840 trat Anhalt-Bernburg dem Deutschen Münzverein bei und übernahm die preußischen Maße und Gewichte.

### Baden und Württemberg
Im Zuge der Mediatisierung verloren 1806 die badischen Fürstentümer ihre Selbständigkeit und wurden zum Großherzogtum Baden zusammengeschlossen. 1809 erfolgte eine Revision der Maße und Gewichte durch Michael Friedrich Wild. Hieraus folgte 1810 und erneut 1829 die Einführung eines teilweise metrischen Systems. Als Grundeinheit der Länge wurde ein „metrischer“ Fuß von 0,3 m festgesetzt und gleichzeitig das Dezimalsystem eingeführt. So entstand eine 3 m lange Rute, die auch im Bergwesen das Lachter sein sollte. Bei Bedarf waren halbe Ruten oder das 1,80 m lange Klafter zu verwenden. Allerdings wurde der altgewohnte Sprachgebrauch beibehalten und diese Rute als „neubadisches Lachter“ bezeichnet.
- Das altbadische Lachter wurde mit 0,676 Ruten umgestellt (entspricht 2,028 m). Im Fürstentum Fürstenberg galt das Lachter zu etwa 1,947 m.[18]
- Im Herzogtum und Königreich Württemberg maß das Lachter 7 württembergische Fuß und kam auf 2,0054 m.

### Bayern
In Bayern hatte sich bis zur Umstellung auf das metrische System aufgrund der wechselvollen Geschichte kein einheitliches Lachtermaß durchgesetzt. Trotz einer Vereinheitlichung des Maß- und Gewichtssystems im Jahr 1809 galten noch 1869 mehrere Lachtermaße:
- das altbayerische Lachter war mit 6,75 altbayerischen (Münchner) Fuß definiert und kam auf 1,970049 m.
- Steben, das zeitweilig preußisch war, hatte das preußische Lachter zu 6 2⁄3 preußischen Fuß (2,092356 m).
- In Wunsiedel war das Lachter mit 6 2⁄3 Bayreuther Fuß angesetzt (entspricht 2,035426 m).
- Im ehemals österreichischen Berchtesgaden war das Lachter, dem Klafter entsprechend, mit 6 bayrischen Fuß angesetzt und kam auf nur 1,751155 m.[19]
- Im ehemals französisch besetzten Rheinkreis galt bereits seit 1793 das Lachter zu 2 m.[20]

### Braunschweig / Hannover
Das Lachter im Oberharz überstand bis zur Einführung des Meters alle Normierungen, und das, obwohl die territoriale Zuordnung mehrfach wechselte. Überdies lässt es sich von keinem Maßsystem ableiten. Im Kurfürstentum Braunschweig wurde es mit 80 Zoll 8 ½ Linien Braunschweiger Maß (dezimal) oder 1,91926 m umgerechnet. Unterteilt war es jedoch in exakt 80 Lachterzoll (8 Spann zu 10 Lachterzoll). Im seit 1814 bestehenden Königreich Hannover war das Clausthaler Lachter mit 6 Fuß 6 Zoll 10,445 Linien hannoversches Maß (duodezimal) definiert. Die Beibehaltung des Lachters wurde 1837 durch das Oberbergamt Clausthal bestätigt. Das Lachter blieb auch unverändert, nachdem Preußen 1866 das Königreich als Provinz Hannover eingliederte. Es wurde schließlich mit 1,9198 m umgestellt.

### Preußen
1780 führte das unter Leitung von Friedrich Anton von Heynitz stehende königliche Bergwerks-Department für das Herzogtum Magdeburg, das Fürstentum Halberstadt, das Fürstentum Minden und die Grafschaft Mark ein einheitliches Lachtermaß ein. Dieses Preußische Lachter wurde mit 80 rheinländischen Zoll oder 6 2⁄3 rheinländischen Fuß definiert und war mit 2,0924 m vergleichsweise lang.
Für das erst ab 1742 zu Preußen gekommene Schlesien wurde im selben Jahr das (preußische) Schlesische Lachter mit 80 Breslauer Zoll definiert, was 1,9193 m entspricht. Mit der Maß- und Gewichtsordnung vom 16. Mai 1816 wurde aber auch hier das größere preußische Lachter eingeführt.
Zum 1. Januar 1872 wurde dann das metrische System eingeführt.

### Sachsen
Agricola gab in seiner De re metallica eine Länge von 6 Werkschuh (Fuß) als Lachtermaß an, was etwa einer Länge von 1,70 m entspricht. Allerdings wird bereits in der Annaberger Bergordnung von 1509 „vierdehalb [3 1⁄2] Freibergisch ele vor ein lachter gerechent“ und somit 1 Lachter mit 7 Fuß gleichgesetzt. Mit dieser Bergordnung wurde bereits im 16. Jahrhundert versucht, die bergmännischen Maße zu vereinheitlichen. Galt also zunächst für das Freibergische (und damit Sächsische) Lachter die Freiberger Elle so wurde 1734, und noch einmal 1754, die etwas längere Leipziger Elle landesweit verbindlich festgelegt. 1811/1817 wurde eine stählerne Dresdner Elle zu 125,568 Pariser Linien als Maßstab festgelegt. Nachdem sich in Frankreich das Metermaß durchsetzte, wurde das Lachter 1826 einer grundlegenden Revision unterzogen. Man vermaß verschiedene bei den Bergämtern und beim Oberbergamt hinterlegte Lachterstäbe und fand diese mit 1,9616 bis 1,9851 m nur unwesentlich von 2 m verschieden. Mit dem Reskript vom 28. April 1830 wurde das neue Lachter auf 2,000 m festgesetzt und die sofortige Einführung befohlen. 1835 wurde noch die Dezimaleinteilung befohlen, die ab 1837 auf allen Rissen aufgebracht wurde. Mit Einführung des metrischen Systems im Deutschen Reich wurde auch das Lachter zum 1. Januar 1870 abgeschafft.

### Tabellarische Übersicht (Auswahl)
| Region                        | Länge [m]       | Bemerkung                                                                      |
| ----------------------------- | --------------- | ------------------------------------------------------------------------------ |
| Anhalt-Bernburg               | 2,0410          | Harzgeröder Lachter                                                            |
| Baden (bis 1827)              | 2,25            | = 7,5 alte badische Fuß                                                        |
| Baden (ab 1827)               | 2,99            | = 10 neue badische Fuß                                                         |
| Bayern                        | 1,9705          |                                                                                |
| Bayreuth                      | 2,0354          | entsprach 80 Bayreuther Zoll                                                   |
| Berchtesgaden                 | 1,7512          | entsprach 6 Fuß                                                                |
| Böhmen                        | 2,3805          | entsprach 4 Ellen                                                              |
| Braunschweig                  | 1,9198          |                                                                                |
| Clausthal                     | 1,9238          |                                                                                |
| Eisleben                      | 2,0111          |                                                                                |
| Hannover                      | 1,9198          |                                                                                |
| Idria (Krain)                 | 1,957           | 6 idrianische Fuß                                                              |
| Joachimsthal (Jáchymov)       | 1,918           |                                                                                |
| Kronach                       | 2,1270          | entsprach 7 Nürnberger Fuß                                                     |
| Lippe-Detmold                 | 2,3161          |                                                                                |
| Nassau                        | 2,0924          |                                                                                |
| Österreich                    | 1,8965          | 1 Berglachter = 6 Schuh                                                        |
| Preußen                       | 2,0924          | 80 preuß. Zoll                                                                 |
| Sachsen                       | 1,98233 2,00000 | bis 1830: 7 Dresdner oder sächsische Fuß ab 1830: auf exakt 2 Meter definiert. |
| Altenberg                     | 1,9851          | 1826 ermittelt aus den Normallachtern der Bergämter.                           |
| Annaberg                      | 1,9826          | 1826 ermittelt aus den Normallachtern der Bergämter.                           |
| Freiberg                      | 1,9616          | 1826 ermittelt aus den Normallachtern der Bergämter.                           |
| Johanngeorgenstadt            | 1,9811          | 1826 ermittelt aus den Normallachtern der Bergämter.                           |
| Marienberg                    | 1,9849          | 1826 ermittelt aus den Normallachtern der Bergämter.                           |
| Schemnitz (Banská Štiavnica)  | 2,022           |                                                                                |
| Schlesien                     | 1,9202          |                                                                                |
| Tirol (1769–1809 und ab 1815) | 1,8949          | = Wiener Klafter                                                               |
| Tirol: Innsbruck (vor 1769)   | 2,005           | = 6 Tiroler Fuß = 72 Tiroler Zoll                                              |
| Tirol: Kitzbühel (1747)       | 1,78            | = 64 Tiroler Zoll                                                              |
| Tirol: Schwaz                 | 1,75            | = 63 Tiroler Zoll                                                              |
| Württemberg                   | 2,0054          | = 7 württembergische Fuß                                                       |

## Berglachtermaße
Ausgehend von der Definition des Meters (443,296 Pariser Linien) kann der Pariser Fuß (144 Pariser Linien) mit 32,4839 Zentimeter gerechnet werden.
- 1 Bayrisches Berglachtermaß = 1,97008166 Meter
- 1 Braunschweiger Berglachtermaß = 1,92549439 Meter
- 1 Dänisches Berglachtermaß = 2,01149028 Meter[36]
- 1 Eisleber Berglachtermaß = 1,97257239 Meter[36]
- 1 Eisleber Berglachtermaß = 6,191 Pariser Fuß = 2,011 m
- 1 Englisches Berglachtermaß = 1,82932942 Meter (Fathom)[36]
- 1 Französisches Berglachtermaß = 1,94903334 Meter (Toise)[36]
- 1 Freiberger Berglachtermaß = 5,98 Pariser Fuß = 1,94 m
- 1 Hessen-Kasseler Berglachtermaß = 1,994377 Meter[36]
- 1 Idrijanisch Berglachtermaß = 1,95912511 Meter[36]
- 1 Joachimsthaler Berglachtermaß = 1,97000312 Meter, auch 1,9185895 Meter[36]
- 1 Magdeburger Berglachtermaß = 2,196978 Meter[36]
- 1 Oberbayrisches Berglachtermaß = 5,927 Pariser Fuß = 1,925 m
- 1 Pfälzer Berglachtermaß = 2,12036085 Meter[36]
- 1 Pfälzer Berglachtermaß = 6,346 Pariser Fuß = 2,0614 m
- 1 Russisches Berglachtermaß = 2,13357949 Meter[36]
- 1 Schemnitzer Berglachtermaß = 2,02467215 Meter[36]
- 1 Schwedisches Berglachtermaß = 5,483 Pariser Fuß = 1,781 m
- 1 Zweibrücker Berglachtermaß = 1,97000312 Meter[36]

Angaben ohne Marke nach